# Erik Skjoldbjærg
Erik Skjoldbjærg, est un réalisateur norvégien, né le 14 décembre 1964 à Tromsø.

## Biographie
Il est connu pour ses films Insomnia et Prozac Nation. Il est aussi connu pour la série Occupied qu'il a créée avec Karianne Lund sur une idée originale de Jo Nesbø, et dont il a réalisé les deux premiers épisodes.

## Filmographie

### Réalisateur
- 1993 : Vinterveien (court métrage)
- 1994 : Close to Home (court métrage)
- 1996 : Spor (court métrage)
- 1997 : Insomnia
- 2001 : Prozac Nation
- 2005 : En folkefiende
- 2006 : Størst av alt (pour la télévision)
- 2010 : Hold-up (Nokas)
- 2013 : Pioneer (Pionér) (également coscénariste)
- 2015 : Occupied - création de la série, réalisation de deux épisodes
- 2016 : Pyromaniac (Pyromanen)
- 2022 : Narvik

## Distinctions
- Festival international du film d'Arras 2011 : Atlas d'or pour Hold-up, grand prix du jury